# (473101) 2015 HT169
(473101) 2015 HT169 es un asteroide perteneciente al cinturón de asteroides, descubierto el 13 de mayo de 2004 por el equipo del Spacewatch desde el Observatorio Nacional de Kitt Peak, Arizona, Estados Unidos.

## Designación y nombre
Designado provisionalmente como 2015 HT16.

## Características orbitales
2015 HT169 está situado a una distancia media del Sol de 3,143 ua, pudiendo alejarse hasta 3,457 ua y acercarse hasta 2,830 ua. Su excentricidad es 0,099 y la inclinación orbital 3,568 grados. Emplea 2036 días en completar una órbita alrededor del Sol.

## Características físicas
La magnitud absoluta de 2015 HT169 es 16,4.